# Isaac Müller
Isaac Müller, född 1720, död den 24 april 1792, var en svensk officer i artilleriet, kommendant på Carlstens fästning samt slutligen överkommendant över de västra gränsfästningarna.

## Utmärkelser
- Riddare av Svärdsorden - 28 maj 1772 (Gustav III:s kröning)
- Riddare av Franska Militärförtjänstorden - 1775